# Tomás Ojeda
Tomás Ojeda (20 de abril de 1910 - 20 de fevereiro de 1983) foi um futebolista chileno. Ele competiu na Copa do Mundo de 1930, sediada no Uruguai.